# Bulgarien ved sommer-OL 2024
Bulgarien deltog i sommer-OL 2024 i Paris, Frankrig, fra den 26. juli til den 11. august 2024.
Udøvere for Bulgarien vandt totalt syv medaljer.

## Medaljer
| 2024 Paris | Guld | Sølv | Bronze | Total |
| Bulgarien  | 3    | 1    | 3      | 7     |

### Medaljevinderne
| Bulgarien under sommer-OL 2024 i Paris | Bulgarien under sommer-OL 2024 i Paris | Bulgarien under sommer-OL 2024 i Paris | Bulgarien under sommer-OL 2024 i Paris | Bulgarien under sommer-OL 2024 i Paris |
| Medalje                                | Navn                                   | Sport                                  | Event                                  | Dato                                   |
| -------------------------------------- | -------------------------------------- | -------------------------------------- | -------------------------------------- | -------------------------------------- |
| Guld                                   | Semen Novikov                          | Brydning                               | Herrernes 87 kg græsk-romersk stil     | 8. august                              |
| Guld                                   | Karlos Nasar                           | Vægtløftning                           | Men's 89 kg                            | 9. august                              |
| Gold                                   | Magomed Ramazanov                      | Brydning                               | Herrernes 86 kg fristil                | 9. august                              |
| Sølv                                   | Boryana Kaleyn                         | Gymnastik                              | Rhythmic individual all-around         | 9. august                              |
| Bronze                                 | Kimia Alizadeh                         | Taekwondo                              | Women's 57 kg                          | 8. august                              |
| Bronze                                 | Bozhidar Andreev                       | Vægtløftning                           | Men's 73 kg                            | 8. august                              |
| Bronze                                 | Javier Ibáñez                          | Boksning                               | Herrernes 57 kg                        | 8. august                              |